# دائرة بني أحمد
دائرة بني أحمد هي إحدى دوائر إقليم شفشاون، التابع لجهة طنجة تطوان الحسيمة، المملكة المغربية. تضم الدائرة 4 جماعات قروية، وبلغ عدد سكانها 51935 فرداً سنة 2004 حسب الإحصاء الرسمي للسكان والسكنى. يتبع للدائرة 10 مشيخة و74 دوار.

## التقسيمات الإداريّة
تعتبر دائرة بني أحمد إحدى الدوائر المشكّلة لإقليم شفشاون، وهو التقسيم الإداري من المستوى الرابع المعتمد في المغرب. ينقسم إقليم شفشاون إلى 27 جماعات قروية تختلف من حيث السكان والمساحة، والتي بدورها تنقسم إلى مشيخات تضم عدداً من الدواوير.